# سیارک ۸۰۵

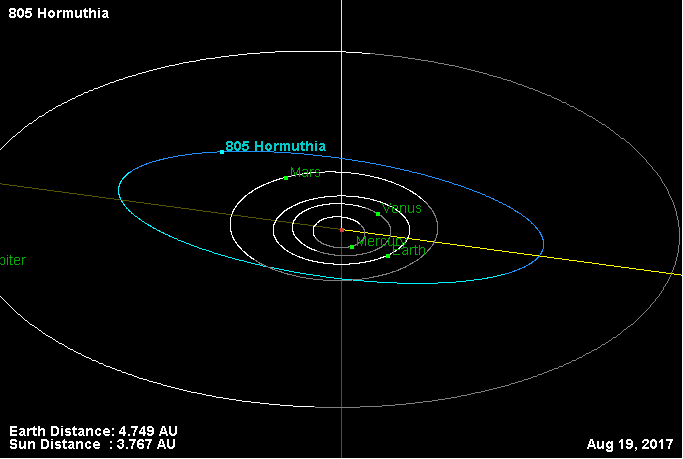
نمایی از محل قرارگیری سیارک ۸۰۵ در مدار – ۲۰۱۷

سیارک ۸۰۵ (به انگلیسی: 805 Hormuthia، نامگذاری:1915WW) هشتصد و پنجمین سیارک کشف شده‌است که در ۱۷ آوریل ۱۹۱۵ و در هایدلبرگ کشف شد.
قدر مطلق سیارک برابر ۹٫۸۲ است.